# Menaldumadeel

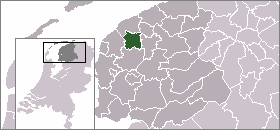
Menaldumadeels läge

Menaldumadeel (frisiska Menameradiel) är en historisk kommun i provinsen Friesland i Nederländerna. Kommunens totala area är 70,03 km² (där 1,01 km² är vatten) och invånarantalet är på 13 944 invånare (2005).